# Guarnición de Hong Kong
La Guarnición de Hong Kong del Ejército Popular de Liberación es una guarnición del Ejército Popular de Liberación (EPL), responsable de las tareas de defensa en la Región Administrativa Especial (RAE) de Hong Kong desde que la soberanía de Hong Kong fue transferida a China en 1997. Antes de la entrega de Hong Kong, el territorio estaba bajo el dominio británico, y la defensa del territorio era responsabilidad de las Fuerzas Británicas en el Extranjero de Hong Kong, con la ayuda auxiliar del Regimiento Real de Hong Kong.
La guarnición tiene su sede en el edificio de Hong Kong de las Fuerzas del Ejército Popular de Liberación de China en Central, Hong Kong. El tamaño de la guarnición de Hong Kong es de aproximadamente 10.000 a 12.000 efectivos, incluidos los miembros de la Policía Armada Popular.

## Papel en Hong Kong
La República Popular China (RPC) asumió la soberanía sobre Hong Kong el 1 de julio de 1997 y el Gobierno Popular Central (CPG) colocó una guarnición del Ejército Popular de Liberación (EPL) en Hong Kong para gestionar los asuntos de defensa del territorio. Si bien la guarnición se ha considerado principalmente un símbolo del gobierno de Pekín  sobre Hong Kong, se afirma que es una fuerza lista para el combate.
La Ley Básica sobre el territorio establece que el CPG será responsable de la defensa de Hong Kong y sufragará los gastos de la guarnición, ya que esta tarea había correspondido al Gobierno antes de 1997. La Ley de la Guarnición, promulgada posteriormente por el Congreso Nacional del Pueblo, contiene disposiciones específicas sobre los deberes y las reglas de disciplina del personal de la guarnición, la jurisdicción y otras cuestiones, para facilitar que la Guarnición de Hong Kong cumpla sus funciones de defensa de forma legal. Las fuerzas militares estacionadas en Hong Kong no pueden interferir en los asuntos locales, siendo el gobierno de Hong Kong el responsable del mantenimiento del orden público. La guarnición estacionada formalmente en Hong Kong asumió la responsabilidad de la defensa de Hong Kong a partir de la medianoche del 1 de julio de 1997.
La Guarnición incluye elementos de la Fuerza Terrestre del Ejército Popular de Liberación, la Armada del EPL y la Fuerza Aérea del EPL; estas fuerzas están bajo el liderazgo directo de la Comisión Militar Central en Beijing y bajo el control administrativo del Comando del Teatro Sur adyacente.
En el desempeño de sus funciones de defensa, la Guarnición de Hong Kong debe cumplir tanto con las leyes nacionales como con las de Hong Kong, así como con las normas y reglamentos vigentes del EPL, de acuerdo con la Ley de Guarnición, una ley de la República Popular China. Después de su entrada en Hong Kong, la Guarnición cumple con la Ley Básica y la Ley de Guarnición, organizando activamente el entrenamiento militar. De acuerdo con la segunda, la Guarnición estableció contactos de trabajo con el Gobierno de Hong Kong y abrió los cuarteles en Stonecutters Island y Stanley al público para promover la comprensión y la confianza del pueblo de Hong Kong en las fuerzas de la guarnición y su personal. Se llevan a cabo eventos anuales de puertas abiertas para mostrar los activos y la preparación para el combate del personal de la guarnición. Las rotaciones de tropas de la guarnición son rutinarias y generalmente van acompañadas de números, pero las rotaciones de agosto de 2019 y los últimos años carecían de lenguaje al respecto.
A principios de 2022, el presidente de la Comisión Militar Central, Xi Jinping, nombró al general de división Peng Jingtang, ex comandante paramilitar de la Policía Armada Popular,  director de la Guarnición del EPL en Hong Hong.